# Министерство образования и науки Грузии
Министерство образования и науки Грузии (груз. საქართველოს განათლებისა და მეცნიერების სამინისტრო) — орган исполнительной власти, руководители которых являются членом правительства.
Министерство является основным государственным органом, осуществляющим функции управления и контроля в сфере образования и науки.
Министерства занимает здание — памятник архитектуры XIX века, построенное специально для 2-й классической гимназии (ул. Дмитрия Узнадзе, 52).

## История
Министерство образования Грузии впервые образовано с обретением независимости страны в 1918 году.
После установления в Грузии Советской власти, было переименовано в Наркомат образования (первый комиссар Давид Канделаки). Позже народный комиссариат был переименован в Министерство высшего и среднего специального образования.

## Министры
Министры образования Грузинской демократической республики
- Ласхишвили, Георгий Михайлович (26 мая 1918 — 21 марта 1919)
- Рамишвили, Ной Виссарионович (21 марта 1919 — 3 декабря 1920)
- Лордкипанидзе, Григорий Спиридонович (3 декабря 1920 — 20 марта 1921)

Народные комиссары просвещения Грузинской ССР
- Орахелашвили, Иван Дмитриевич (1921—1922)
- Канделаки, Давид Владимирович (1922—1929)
- Девдариани, Гайоз Соломонович (1929—1931)
- Орахелашвили, Мариам Платоновна (1931—1933)
- Татарашвили, Акакий (1934—1936)
- Торошелидзе, Малакия Георгиевич (1936—1937)
- … (1937)
- Бурчуладзе, Ермолай Евсеевич (1937—1938)
- Кикнадзе, Георгий Иванович (1938—1944)
- Купрадзе, Виктор Дмитриевич (1944—1953)

Министры высшего и среднего специального образования Грузинской ССР
- Джибладзе, Георгий Николаевич (1953—1960)
- Лашкарашвили, Тамара Васильевна (1960—1976)

Министры образования Республики Грузия
- Андгуладзе, Лия Николаевна[вд] (1990—1991)
- Джавелидзе, Элизбар Дмитриевич (1991—1992)
- Кварацхелия, Гуча Шалвовна[вд] (13 января — 20 декабря 1992)
- Габашвили, Константин Владимирович (1992—1993)
- Квачантирадзе, Тамаз Касьянович (1993—1998)
- Картозия, Александр Гурамович (6 августа 1998 — 17 февраля 2004)

Министры образования и науки Грузии
- Ломая, Александр Борисович (17 февраля 2004 — 19 ноября 2007)
- Миминошвили, Майя[вд] (22 ноября 2007 — 31 января 2008)
- Нодиа, Гия[вд] (31 января — 27 октября 2008)
- Гварамия, Николоз Анзориевич (27 октября 2008 — 8 декабря 2009)
- Шашкин, Дмитрий Николаевич (8 декабря 2009 — 4 июля 2012)
- Деканоидзе, Хатия (4 июля — 25 октября 2012)
- Маргвелашвили, Георгий Теймуразович (25 октября 2012 — 18 июля 2013)
- Саникидзе, Тамар (18 июля 2013 — 3 июня 2016)
- Джеджелава, Александр[вд] (3 июня 2016 — 13 ноября 2017)
- Чхенкели, Михаил Зурабович (13 ноября 2017 — 14 июля 2018)

Министры образования, науки, культуры и спорта Грузии
- Батиашвили, Михаил[вд] (12 июля 2018 — 7 ноября 2019)
- Чхенкели, Михаил Зурабович (13 ноября 2019 — 22 марта 2021)

Министры образования и науки Грузии
- Чхенкели, Михаил Зурабович (22 марта 2021 — 20 марта 2023)
- Амилахвари, Георгий[груз.] (с 20 марта 2023 года)